# Nagymányok
Nagymányok è un comune dell'Ungheria centro-meridionale di 2 529 abitanti (dati 2005). È situato nella contea di Tolna.